# Plaine (Basso Reno)
Plaine è un comune francese di 996 abitanti situato nel dipartimento del Basso Reno nella regione del Grand Est.

## Società

### Evoluzione demografica
Abitanti censiti